# Lijst van voetbalinterlands Spanje - Tsjecho-Slowakije
Deze lijst van voetbalinterlands is een overzicht van alle officiële voetbalwedstrijden tussen de nationale teams van Spanje en Tsjecho-Slowakije. De landen hebben twaalf keer tegen elkaar gespeeld. De eerste ontmoeting, een vriendschappelijke ontmoeting, werd gespeeld op 1 januari 1930 in Barcelona. De laatste confrontatie, een kwalificatiewedstrijd voor het Europees kampioenschap voetbal 1992, vond plaats op 13 november 1991 in Sevilla.

## Wedstrijden
| №  | Plaats       | Datum            | Competitie           | Wedstrijd                  | Uitslag |
| -- | ------------ | ---------------- | -------------------- | -------------------------- | ------- |
| 1  | Barcelona    | 1 januari 1930   | Vriendschappelijk    | Spanje − Tsjecho-Slowakije | 1 − 0   |
| 2  | Praag        | 14 juni 1930     | Vriendschappelijk    | Tsjecho-Slowakije − Spanje | 2 − 0   |
| 3  | Praag        | 26 april 1936    | Vriendschappelijk    | Tsjecho-Slowakije − Spanje | 1 − 0   |
| 4  | Viña del Mar | 31 mei 1962      | WK 1962              | Tsjecho-Slowakije − Spanje | 1 − 0   |
| 5  | Praag        | 1 oktober 1967   | EK 1968 kwalificatie | Tsjecho-Slowakije − Spanje | 1 − 0   |
| 6  | Madrid       | 22 oktober 1967  | EK 1968 kwalificatie | Spanje − Tsjecho-Slowakije | 2 − 1   |
| 7  | Bratislava   | 14 maart 1979    | Vriendschappelijk    | Tsjecho-Slowakije − Spanje | 1 − 0   |
| 8  | Gijón        | 16 april 1980    | Vriendschappelijk    | Spanje − Tsjecho-Slowakije | 2 − 2   |
| 9  | Málaga       | 24 februari 1988 | Vriendschappelijk    | Spanje − Tsjecho-Slowakije | 1 − 2   |
| 10 | Alicante     | 21 februari 1990 | Vriendschappelijk    | Spanje − Tsjecho-Slowakije | 1 − 0   |
| 11 | Praag        | 14 november 1990 | EK 1992 kwalificatie | Tsjecho-Slowakije − Spanje | 3 − 2   |
| 12 | Sevilla      | 13 november 1991 | EK 1992 kwalificatie | Spanje − Tsjecho-Slowakije | 2 − 1   |

## Samenvatting
| Competitie        | Totaal gespeeld | Winst Spanje | Gelijk | Winst Tsjecho-Slowakije | Doelsaldo Spanje – Tsjecho-Slowakije |
| ----------------- | --------------- | ------------ | ------ | ----------------------- | ------------------------------------ |
| WK-eindronde      | 1               | 0            | 0      | 1                       | 0 − 1                                |
| EK-kwalificatie   | 4               | 2            | 0      | 2                       | 6 − 6                                |
| Vriendschappelijk | 7               | 2            | 1      | 4                       | 5 − 8                                |
| Totaal            | 12              | 4            | 1      | 7                       | 11 − 15                              |

## Details

### Tiende ontmoeting
| Vriendschappelijk (Alicante, Spanje, 21 februari 1990):                                                                 |       |                   |
| Spanje | 1 – 0 | Tsjecho-Slowakije |
| Manolo 42' | goals |                   |
| - Debuut van Rafael Paz (Sevilla FC) voor Spanje. - Interlanddebuut voor scheidsrechter Freddy Philippoz (Zwitserland). |       |                   |